# 440
- Wikisource

| Calendário gregoriano                                                        | 440 CDXL                        |
| Ab urbe condita                                                              | 1193                            |
| Calendário arménio                                                           | -112 – -111                     |
| Calendário bahá'í                                                            | -1404 – -1403                   |
| Calendário budista                                                           | 984                             |
| Calendário chinês                                                            | 3136 – 3137                     |
| Calendário copta                                                             | 156 – 157                       |
| Calendário etíope                                                            | 432 – 433                       |
| Calendários hindus - Vikram Samvat - Calendário nacional indiano - Cáli Iuga | 495 – 496 361 – 362 3540 – 3541 |
| Calendário Holoceno                                                          | 10440                           |
| Calendário islâmico                                                          | 188 BH – 187 BH                 |
| Calendário judaico                                                           | 4200 – 4201                     |
| Calendário persa                                                             | 182 BP – 181 BP                 |
| Calendário rúnico                                                            | 690                             |
| Calendário solar tailandês                                                   | 983                             |

440 (CDXL, na numeração romana) foi um ano bissexto do século V que começou numa segunda-feira, segundo o calendário juliano.  Segundo o horóscopo chinês, foi o ano do Dragão.
| Ano completo                       |
| ---------------------------------- |
| Ano bissexto com início ao domingo |

## Eventos
- 29 de setembro - Inicia-se o Papado de Leão Magno que termina em 461.

## Mortes
- 19 de Agosto - Papa Sisto III